# Inde ancienne

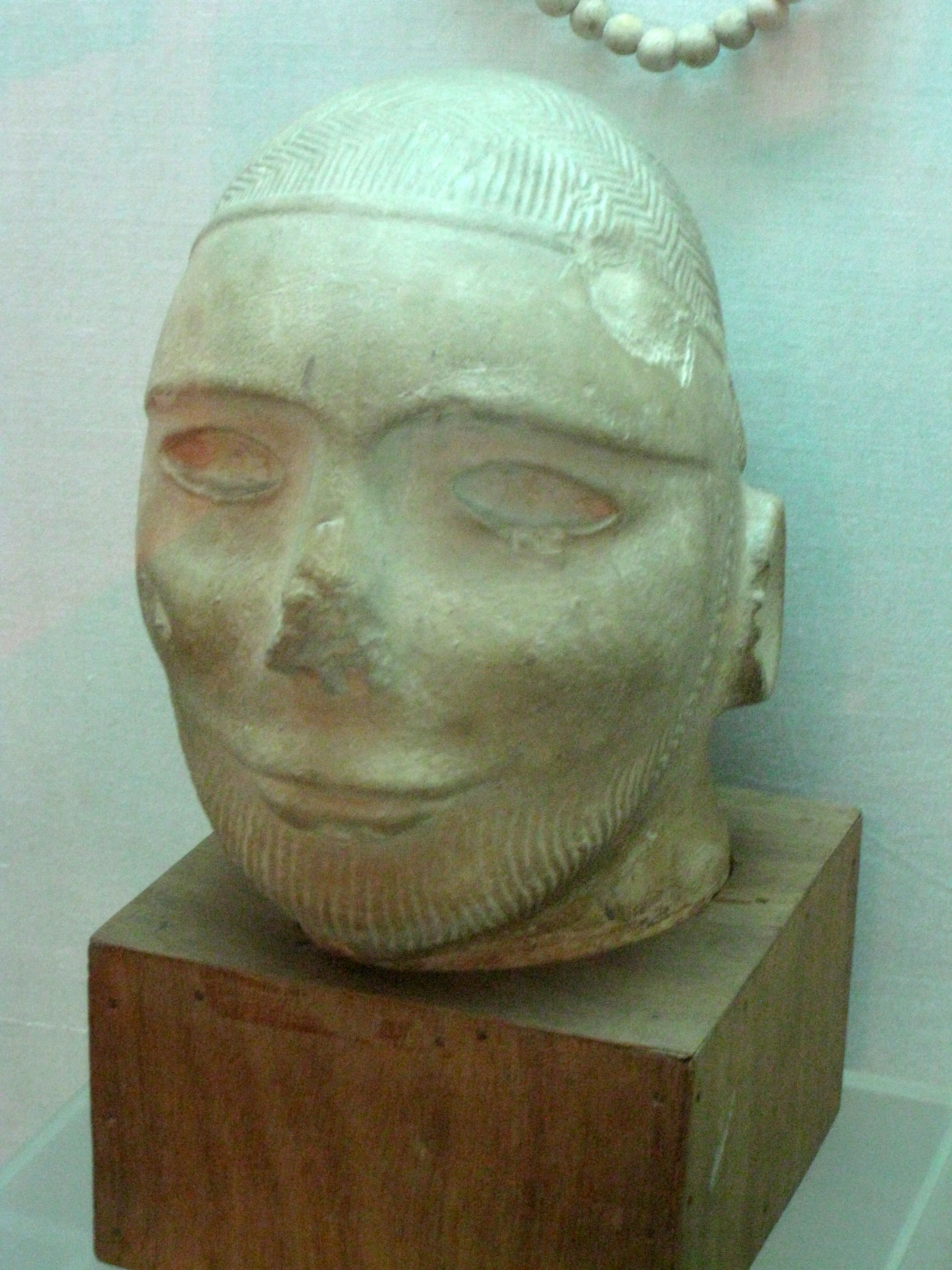
Tête masculine, civilisation de l'Indus. Musée National de Delhi

 D'après la chronologie établie par Arthur Llewellyn Basham dans les tableaux figurant en annexe (p. 578) de son ouvrage : « Civilisation de l'Inde Ancienne »

## Tableau chronologique de la Période avant J.-C.
| Dates             | Nord : Faits politiques et économiques                                                 | Sud : Faits politiques et économiques                                       | Faits culturels                                                                                       | L'Inde et le Monde                                                                     |
| ----------------- | -------------------------------------------------------------------------------------- | --------------------------------------------------------------------------- | --- | -------------------------------------------------------------------------------------- |
| v. 250.000        | Paléolithique : gisement de la Soan                                                    | Paléolithique de Madras                                                     | |                                                                                        |
| v. 7.000          |                                                                                        |                                                                             | Début du Néolithique au Moyen-Orient                                                                  |                                                                                        |
| v. 3.500          | Premiers villages au Baloutchistan                                                     |                                                                             | |                                                                                        |
| v. 2.300          | 2.300 - 1.700 : Apogée de la civilisation de l'Indus                                   |                                                                             | | Sceaux harappéens en Mésopotamie                                                       |
| v. 1.800          | 1.800-1.100 : Invasions aryennes en Inde                                               |                                                                             | | Les Aryens (indo-iraniens) se détachent des autres indo-européens                      |
| v. 1.500          |                                                                                        |                                                                             | | 1.500-1.300 : présence aryenne dans le Mittani                                         |
| v. 1.300          |                                                                                        |                                                                             | 1.300-1.100 : Composition du Rig-Véda                                                                 |                                                                                        |
| v. 1.000          | Apparition du fer . Les Aryens atteignent la vallée du Gange                           | 1.000-900 : Apparition du fer                                               | |                                                                                        |
| v. 800            | 800-550 : Les Aryens au Bengale et dans le Deccan. Début de l'urbanisation aryenne     |                                                                             | Composition des Brâhmana                                                                              | Composition de l'Iliade                                                                |
| v. 700            |                                                                                        |                                                                             | 700-500 : Formation de la doctrine de la transmigration (saṃsāra) / Composition des Upanishad         |                                                                                        |
| v. 566            |                                                                                        |                                                                             | 566/563 -486/483 : Vie du Bouddha                                                                     |                                                                                        |
| v. 558            |                                                                                        |                                                                             | | 558-530 : Règne de Cyrus le Grand. Mainmise des Perses sur la Bactriane et le Gandhara |
| v. 540            |                                                                                        |                                                                             | v. 540-v.468 : Mahāvīra, fondateur du jaïnisme                                                        |                                                                                        |
| v. 510            |                                                                                        |                                                                             | | Darius crée une satrapie indienne (Sind)                                               |
| v. 460            |                                                                                        |                                                                             | La civilisation aryenne pénètre dans le sud                                                           |                                                                                        |
| v. 460            |                                                                                        |                                                                             | | v. 460-370 : Démocrite (théorie des atomes)                                            |
| Fin IVe siècle.   |                                                                                        |                                                                             | Grammaire de Pânini                                                                                   |                                                                                        |
| 327-325           |                                                                                        |                                                                             | | Campagne d'Alexandre en Iran et en Inde. Victoire sur Poros, roi du Pendjab            |
| v. 321            | Chandragupta fonde la dynastie maurya                                                  |                                                                             | |                                                                                        |
| 305               | 305-303 : Chandragupta, vainqueur de Séleucos annexe les provinces au-delà de l'Indus  |                                                                             | |                                                                                        |
| IIIe siècle       |                                                                                        |                                                                             | Premiers stūpa                                                                                        | Contacts avec les Grecs de Bactriane, l'Égypte et le Sud-Est asiatique                 |
| v. 269            | v. 269-232 : Règne d'Ashoka.                                                           | Les royaumes Chola,Pândya, keralaputra, satiyaputra en relation avec Ashoka | Sous Ashoka : édits sur piliers et sur rocs. Chapiteaux sculptés de Sârnâth                           |                                                                                        |
| v. 250            |                                                                                        |                                                                             | | Didote, gouverneur de Bactriane se déclare indépendant de l'Empire séleucide           |
| IIe siècle        | Les Grecs de Bactriane occupent le Nord-Ouest                                          |                                                                             | Début de la composition des grandes épopées. Les Yoga sūtra de Patañjali. Premières grottes d'Ajantâ. |                                                                                        |
| 185               | 185/183 : Fin de la dynastie maurya et fondation de la dynastie Shunga (185/183- v.80) |                                                                             | |                                                                                        |
| v. 150            |                                                                                        |                                                                             | Sculptures de Bhârhut                                                                                 |                                                                                        |
| v. 80             |                                                                                        | Les Scythes envahissent les royaumes indo-grecs                             | | V. 80-50 : Sculptures de Gayâ                                                          |
| v. 50             |                                                                                        | Dynastie sâtavâhana dans le Deccan. Khâravela, roi du Kalinga               | |                                                                                        |
| Fin du Ier siècle |                                                                                        |                                                                             | Sculptures de Sânchî                                                                                  |                                                                                        |

## Tableau chronologique de la Période après J.-C.
| Dates        | Nord : Faits politiques et économiques | Sud : Faits politiques et économiques | Faits culturels | L'Inde et le Monde                                                                 |
| ------------ | --- | --- | --- | ---------------------------------------------------------------------------------- |
| Ier siècle.  | | | Naissance de la littérature tamoule (çangam) |                                                                                    |
| v. 10        | | | Temple caverne de Kârlî |                                                                                    |
| v. 50        | Les Kushans envahissent le Nord-Ouest | | Saint Thomas dans le sud le L'inde | Début de l'indianisation du Sud-Ouest asiatique                                    |
| 68           | | | | Le Bouddhisme atteint la Chine                                                     |
| 78           | Début de l'ère çaka. 78?-144?: Avènement de Kanishka | | | Développement des échanges avec l'Asie centrale et les pays méditerranéens.        |
| v. 100       | | | Ivoires de Begrâm. V. 100-200 : Les "Lois de Manu". | Ambassade indienne à Rome                                                          |
| IIe siècle   | | | Quatrième concile bouddhiste. Le Grand Véhicule. Nâgârjuna. Sculptures d'Amarâvatî. IIe – IVe siècle : Arts du Gandhârâ et de Mathurâ.                                           |                                                                                    |
| 130          | 130-388 : Satrapes de l'Ouest | | |                                                                                    |
| 150          | | | Inscription de Rudradâman à Girnar |                                                                                    |
| v. 250       | Les Kushans vassaux des Perses (Sassanides) | Déclin des Sâtavâhana | Les Saptaçataka, chef-d’œuvre prâkrit |                                                                                    |
| v. 300       | | Ascension des Pallava anciens. | |                                                                                    |
| v. 320       | v. 320-335 : Candra Gupta Ier fonde la dynastie gupta (v.320-540), âge classique de l'Inde. | | Art gupta (IVe – VIIe siècle). Composition des Purâna classiques. |                                                                                    |
| v. 335       | v. 335-376 : Samudra Gupta | | |                                                                                    |
| 376          | 376-415 : Candra Gupta II. | | |                                                                                    |
| Ve siècle    | | | Kalidâsa. Bouddha prêchant de Sârnâth. Ve – VIIIe siècle. Temples cavernes d'Ellorâ.                                                                                             |                                                                                    |
| 405          | 405-411 : Voyage du pèlerin chinois Fa-Hsien. | | |                                                                                    |
| v. 415       | v. 415-454 : Kumâra Gupta Ier. Premiers raids des Huns à la frontière du Nord-Ouest. | | |                                                                                    |
| 454          | 454-467 : Skanda Gupta. | | |                                                                                    |
| 476          | | | Naissance du mathématicien Âryabbhata. | Chute de l'Empire romain d'Occident                                                |
| 495          | Seconde invasion des Huns. | | |                                                                                    |
| VIe siècle   | | | Temple de Deogarh près de Jhânsî. |                                                                                    |
| v. 520       | v. 520-530 : Le Hun Mihirakula au Panjâb et au Cachemire. | | v. 520-550, Grottes d'Ajantâ. Peinture des Grottes I, II, VI VII,XI, XVI et XVII.                                                                                                |                                                                                    |
| v. 550       | Premières dynasties gurjara (Râjasthân) | Essor des Câlukya de Bâdâmi (550-757) | v.550-800 : temples câlukya de Bâdâmi et Aihole. |                                                                                    |
| VIIe siècle. | | | Le poète Bhartrihari. Développement du culte dévotionnel (bhakti) dans le pays tamoul. déclin du bouddhisme. Temples de Mâmallapuram.                                            |                                                                                    |
| v. 600       | | v.600-630 : Le roi pallava Mahendravikramavarman | v.600-650 : Le mathématicien Brahmaghupta. Bâna et Dandin. |                                                                                    |
| 606          | 606-647 : Harsha de Kanauj | | |                                                                                    |
| 609          | | 609-642 : le roi câlukya Pulakeçin II. | |                                                                                    |
| 628 ?        | Harsha battu par le Câlukya Pulakeçin II | | |                                                                                    |
| 629          | Voyage du Chinois Hsüan Tsang. | | |                                                                                    |
| 630          | | 630-970 : Câlukya de Vengî. | |                                                                                    |
| 655          | | 655-680: Le roi câlukya Vikramâditya . Apogée de la dynastie câlukya de Bâdâmi. | |                                                                                    |
| 680          | | | Drames de Bhavabhûti. |                                                                                    |
| VIIIe siècle | | | Sculptures d'Elephanta. |                                                                                    |
| v. 700       | | | | Crypte de l'abbaye de Jouarre (Seine & Marne).                                     |
| 712          | Les arabes s'installent dans le Sind. | | |                                                                                    |
| 732          | | | | Charles Martel défait les arabes à Poitiers.                                       |
| v. 750       | | v.750-973 : Les Râshtrakûta supplantent les Câlukya de Bâdâmi. | Premiers temples de Bhubaneswar et de Purî. |                                                                                    |
| 760          | 760-1142: Dynastie pâla (Bengale et Bihar) | | |                                                                                    |
| v. 770       | v. 770-810 : Dharmapâla | | temple çivaïte de Kailâsanâtha à Ellorâ. |                                                                                    |
| v. 788       | | | v. 788-820 : Le philosophe védantiste Ḉankara |                                                                                    |
| IXe siècle   | | | Bronzes pâla : Bouddha colossal de Sultânganj. |                                                                                    |
| v. 800       | v. 800-1019 : Dynastie des Gurjara-Pratihâra. | | | Expansion de l'art Indien: Borobodur (Java). Charlemagne, Empereur d'Occident.     |
| v. 816       | Les Pratihâra conquièrent Kanauj. | | |                                                                                    |
| v. 836       | v. 836-910: Apogée des Pratihâra sous Mihira Bhoja (v.836-890) et Mahendrapâla (890-910) | | |                                                                                    |
| v. 850       | | v. 850-1267 : Dynastie des Côla de Tnajore. Elle supplante celle des Pallava (v.300-888) | |                                                                                    |
| Xe siècle    | | | Xe – XIe siècle. Bronzes côla : çiva natarâja (région de Tanjore). Xe – XIe siècle Temples de Khajurâho et de Bhubaneswar.                                                       |                                                                                    |
| 976          | | | | 976-997: Subukigin, fondateur de la dynastie turque des Ghaznévides (Afghanistan). |
| v. 985       | | v. 985-1044 : Apogée de l'empire maritime Côla sous les rois Râjarâja (985-1014) et Râjendra Ier (1012-1044). Occupation de Ceylan sous Râjarâja, expédition navale en Birmanie, Malaisie, Indonésie sous Râjendra Ier. | |                                                                                    |
| 986          | Première attaque des Turcs ghaznévides: occupation de Peshâwar. | | |                                                                                    |
| XIe siècle.  | | | Les contes de Somadeva. Râmânuja, philosophe et théologien de la bhakti. Xe – XIIe siècle apogée de l'école des bronziers de Côla. apogée des grands lyriques du civaïsme tamoul |                                                                                    |
| v. 1000      | | | Sous Râjarâja,: Temple de çiva à Tanjore . Sous les Candella: Temples de Khajurâjho (Temple de Kandariya Mahadeva)                                                               |                                                                                    |
| 1001         | 1001-1027: Raids de Mahmûd de Ghaznî dans le Nord-Ouest. Occupation du Sind et du Panjâb. | | |                                                                                    |
| v. 1030      | v. 1030-v.1200: Domination des 5 grands royaumes d'origine rajpoute : Câhamâna ou Cauhân d'Ajmer (Râjasthän), Gâhadavâla ouénarès Gâhrwâl de Kanauj et de Bénarès, Caulukya ou Solânki du Gujarât, Paramâra ou Parmâl de Dhârâ (Mâlwâ), Candella du Bundelkhand. | | |                                                                                    |
| 1041         | | | | Les Ghaznévides battus par les Seldjoukides d'Iran.                                |
| 1075         | | 1075-1127 : Vikramâditya VI. | |                                                                                    |
| XIIe siècle. | | | Le mathématicien Bhâshkara. |                                                                                    |
| v. 1110      | v. 110-1327: Dynastie hoysala (Nord Deccan) | | |                                                                                    |
| v. 1118      | v. 1118-1199: Les Sena supplantent les Pâla (Bengale) | | |                                                                                    |
| v. 1151      | | | | Ghaznî mise à sac par les turcs de Ghor.                                           |
| 1173         | | | | 1173-1206: Muhammad de Ghor.                                                       |
| 1192         | Victoire de Muhammad de Ghor à Tharâin, près de Thânesar | | |                                                                                    |
| v. 1197      | | | v. 1197-1276: Madhva, philosophe et théologien. |                                                                                    |
| XIIIe siècle | | XIIIe – XIVe siècle: Les Côla et les Râshtrakûta supplantés par leurs vassaux : Hoysala, Yâdava, Pândya de Madurai. | Début du style pândya en architecture (Madurai et Srîrangam). |                                                                                    |
| v. 1200      | | | | Construction d'Angkor Thom (Cambodge).                                             |
| v. 1202      | Muhammad de Ghor occupe tout le Nord : Dehli capitale | | |                                                                                    |
| v. 1210      | Création du Sultanat de Dehli | | |                                                                                    |
| v. 1225      | Iltumish, sultan de Dehli repousse les mongols. | | |                                                                                    |
| 1230         | | | Temple de Sûrya à Konârak. |                                                                                    |
| v. 1245      | Nouvelle attaque mongole repoussée | | |                                                                                    |
| 1258         | | | | Les mongols détruisent Bagdad.                                                     |
| v. 1300      | v. 1300-1307 : Invasions mongoles | | |                                                                                    |
| 1336         | | Le Sud reste aux mains des Hindous : Le royaume vijayanagara. | |                                                                                    |
| 1347         | Fondation du sultanat bahmanide au Deccan | | |                                                                                    |
| 1398         | Tamerlan envahit l'Inde et prend Dehli. | | |                                                                                    |
| 1453         | | | | Prise de Constantinople par les Turcs.                                             |
| 1498         | | | | Vasco de Gama atteint l'Inde.                                                      |
| 1526         | Fondation de l'Empire mongol par Bâbur | | |                                                                                    |
| 1565         | | Le roi de Vijayanagara vaincu par les sultans du Deccan. | |                                                                                    |